# 鳴子ハナハル
鳴子 ハナハル（なるこ ハナハル）は、日本の漫画家。

## 経歴
2002年にワニマガジン社の『COMIC快楽天』に掲載された『ヒタイ』でデビュー後、定期的に同誌の表紙を担当し、同社の成人向け漫画雑誌を中心に活動する。2005年からはメディアミックス作品『かみちゅ!』の漫画版の作画を担当した。
デビューから長らく成人向け単行本が発売されず、『COMIC失楽天』2005年9月号および2007年9月号での特集でそれに代えていた。ヤフオクや中古店などでは、該当号が高値で取引されていたこともある。
2008年6月30日には、初の成人向け単行本『少女マテリアル』がワニマガジン社より発売された。その当日、秋葉原の漫画専門書店では、同書を買い求める客が列をなすという、成人向け漫画としては異例の事態になった。
アスキー・メディアワークスの『月刊コミック電撃大王』2008年9月号より、『ノイジィ・ガール』（原作：倉田英之）を不定期掲載中。
2014年1月に『COMIC快楽天』に読切漫画が掲載されて以来、成人向け作品の発表が無い状態が続いている（一般向けは、2015年発売のアンソロジーの掲載が最新）。
2015年2月2日には、成人向け漫画の単行本発行部数が100万部以上であることや、それによる印税収入が推定約1億3000万円であることがフジテレビの『マネースクープ』で報じられた。

## 作品リスト

### 漫画

#### 単行本
- 『かみちゅ!』  2005年 - 2007年、原作：ベサメムーチョ（落越友則、舛成孝二、倉田英之の合同ペンネーム）、メディアワークス（現・アスキー・メディアワークス）『月刊コミック電撃大王』連載、全2巻
- 『少女マテリアル』[3] （2008年6月30日発売、ワニマガジン社〈ワニマガジンコミックススペシャル〉、ISBN 978-4-86269-056-2）
  - 2/4（2004年、COMIC快楽天4月号）
  - 2/4ツヅキ（2004年、COMIC快楽天6月号）
  - ヒタイ（2002年、COMIC快楽天12月号、第12回快楽天新人漫画王賞 王子様賞受賞作品）
  - 紅い水（2003年、COMIC快楽天2月号）
  - 踊る大観覧車（2003年、COMIC快楽天4月号）
  - スクランブルドエッグ（2003年、COMIC快楽天6月号）
  - U.F.O.（2003年、COMIC快楽天12月号）
  - 明日の私にヨロシク（2008年、COMIC快楽天1月号）
  - 蔵（2003年、COMIC快楽天8月号 - 9月号）
  - 岬まで（2003年、COMIC快楽天10月号）

#### 単行本未収録作品
- ネネ（2003年 - 10話まで〈連載中断〉、COMIC快楽天連載）
- Picnic（2004年、robot1）
- エレベーターアクション（2004年、COMIC失楽天12月号）
- クラスメイド（2005年、COMIC快楽天2月号）
- でこぼこ（2005年、COMIC快楽天4月号）
- ふたり（2005年、COMIC快楽天5月号）
- TRYあんぐる（2005年、COMIC快楽天9月号）
- スーサイドライン（2005年、COMIC失楽天9月号）
- BOY or CHICKEN?（2006年、COMIC快楽天2月号）
- ふとんぶ（2006年、COMIC快楽天6月号）
- はだかの学校（2006年、COMIC快楽天10月号）
- クラスメイド マニアックス（2007年、COMIC快楽天2月号）
- キンテイリスの海（2007年、電撃大王8月号）
- ぱらそる（2007年、COMIC失楽天9月号）
- りぞらば（2007年、COMIC快楽天10月号）
- なめねこ（2008年、COMIC快楽天2月号）
- BiKiNi（2008年、COMIC快楽天10月号）
- ちんかめ（2009年、COMIC快楽天2月号）
- ヒメゴト（2009年、COMIC快楽天6月号）
- ユカタでポン（2009年、COMIC快楽天10月号）
- はさんで！じゃ〜まねさん（2010年、COMIC快楽天2月号）
- うぶchuッ（2010年、COMIC快楽天6月号）
- 愛と母乳と山田汁（2010年、COMIC快楽天10月号）
- なまだし☆ぜねれーしょん（2011年、COMIC快楽天2月号）
- それゆけ！ふとんぶ（2011年、COMIC快楽天6月号）
- ムーちゃん（2011年、COMIC快楽天10月号）
- ふたりのディスタンス（2012年、COMIC快楽天2月号）
- 蒼い炎 薫る土（2012年、芳文社『つぼみ』vol.16）
- はめ♡どる（2012年、COMIC快楽天6月号）
- Suck Me Back Again（2012年、COMIC快楽天10月号）
- だぶるす（2013年、COMIC快楽天2月号）
- 今日からシモベ!（2013年、COMIC快楽天7月号）
- ぶらいんどたっち（2014年、COMIC快楽天3月号）
- 蒼い炎　薫る土（2014年、少年画報社『メバエ』vol.1）
- ブーゲンビリア（2014年 - 2015年、メバエ vol.3 - 5）

### アニメ
- 2008年 - 『かんなぎ』 - 第6話エンディングイラスト
- 2012年 - 『輪廻のラグランジェ season2』 - 第12話エンディングイラスト
- 2013年 - 『翠星のガルガンティア』 - キャラクター原案[4]、第1話エンドイラスト
- 2018年 - 『A.I.C.O. Incarnation』 - キャラクター原案、原画（フラッシュバックシーン、第12話）
- 2019年 - 『神田川JET GIRLS』 - キャラクター原案

### その他
- 2010年6月 - 『とある科学の超電磁砲』5巻特装版付録『偽典・超電磁砲』イラスト寄稿
- 2020年 - 『Cheer球部!』 - キャラクターデザイン原案